# Таємне відчуття
«Таємне відчуття» (англ. The Secret Sense) — науково-фантастичне оповідання американського рисьменника Айзека Азімова, вперше опубліковане у березні 1941 року журналом Cosmic Stories. Увійшло до збірки «Ранній Азімов» (1972).

## Сюжет
Лінкольн Філдс, багатий землянин з Нью-Йорка, що живе на Марсі, обговорює переваги високорозвинених відчуттів зору, слуху та нюху, що люди мають, але недорозвинені у марсіан. Гарт Ян, його марсіанський друг, відповідає, що марсіанам достатньо якості їхніх органів відчуттів і ненавмисно проговорюється, що в них є ще одне відчуття, яке недоступне землянам.
Шість місяців потому, використовуючи правила марсіанської гостинності, Філдс змушує Гарта надати йому можливість відчувати це секретне відчуття і той неохоче погоджується.
Філдсу впорскують екстракт марсіанського гормону, який буде активувати в нього це відчуття, але тільки протягом п'яти хвилин, після чого нервові клітини, відповідальні за нього вже ніколи не будуть придатні до роботи. Вчитель музики Яна починає грати музичну композицію на марсіанському інструменті, який змінює електромагнітне поле.
Через кілька хвилин, Філдс починає відчувати чудове відчуття, яке спочатку асоціюється з запахами квітів, музикою і візуальними образами, але потім переходить в нове неймовірне відчуття. Після закінчення п'яти хвилин, Філдс спустошений, як Ян і передбачав, після втрати цього відчуття Філдс почувається неповноцінним.